# Nikolai Nikolajewitsch Romanow (1831–1891)

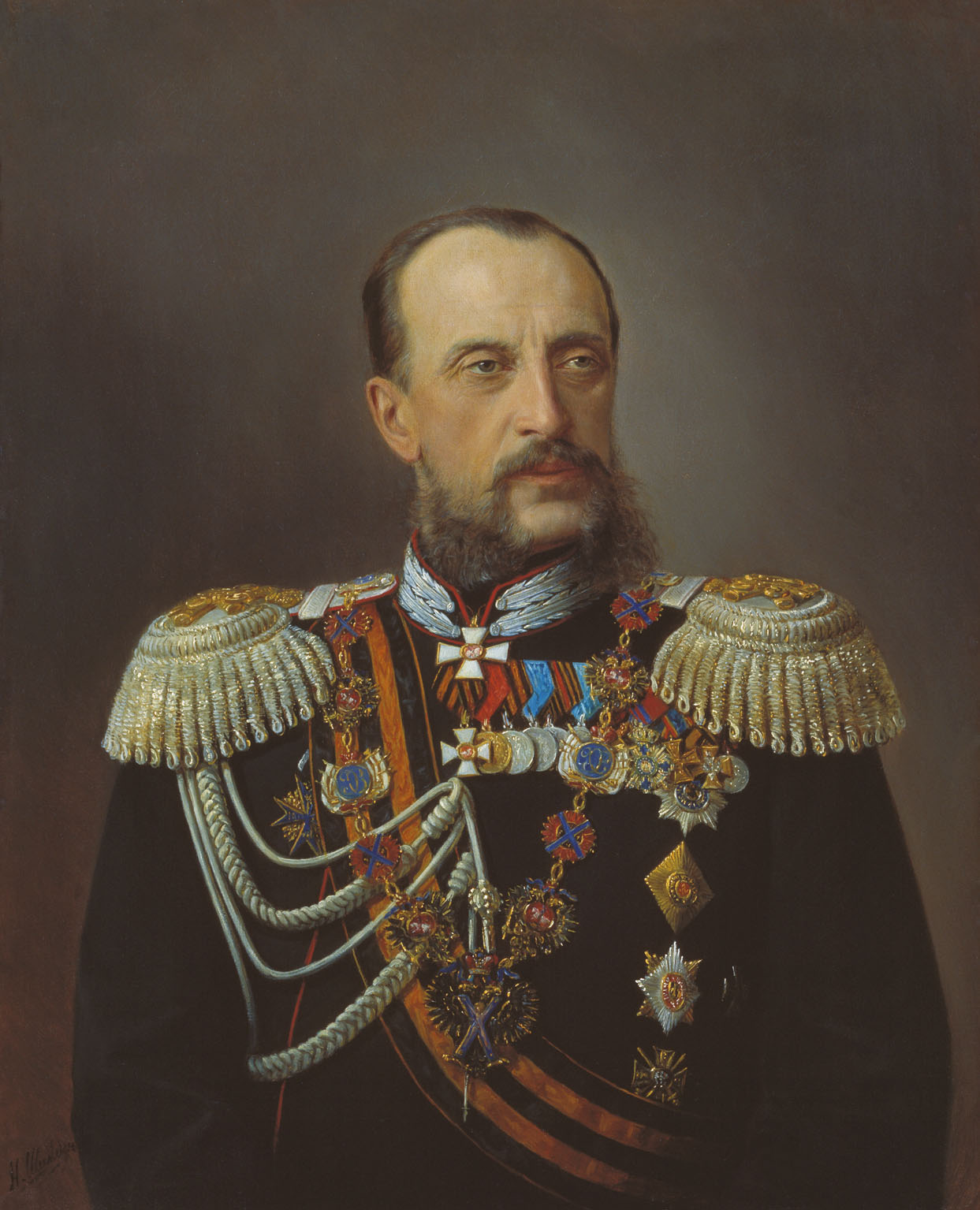
Nikolai Nikolajewitsch Romanow

Nikolaus Nikolajewitsch Romanow, auch Nikolai Nikolajewitsch der Ältere genannt, (* 27. Julijul. / 8. August 1831greg. in Zarskoje Selo; † 13. Apriljul. / 25. April 1891greg. in Alupka, Krim) war Großfürst von Russland und dritter Sohn von Zar Nikolaus I. und Charlotte von Preußen.

## Biografie
Er erhielt eine sorgfältige Erziehung, erwählte sich die mathematischen Disziplinen als Fachstudium, trat in das Ingenieurkorps und widmete sich ganz seinen militärischen Pflichten. Im Krimkrieg nahm er an der Schlacht von Inkerman und der Verteidigung Sewastopols teil. Nach dem Tod seines Vaters Nikolaus I. im März 1855 wurde er in den Staatsrat aufgenommen. Im gleichen Jahr beaufsichtigte er Befestigungsarbeiten in Wyborg, Kronstadt und Nikolajew. 1856 wurde er bereits Generalinspektor des Ingenieurkorps, 1860 Ingenieurgeneral und 1865 Generalinspektor der Kavallerie, Oberkommandeur sämtlicher Garden und des Petersburger Militärbezirks sowie Präsident des obersten Komitees für Organisation und Ausbildung der russischen Armee.
Er galt als das Muster eines berufsmäßigen Befehlshabers, obwohl ihm jede Kriegserfahrung mangelte. Außerdem bildeten seine galanten Abenteuer öfters das Stadtgespräch der Residenz. 1876 zum Oberbefehlshaber der Donauarmee ernannt, führte er im Russisch-Türkischen Krieg 1877/1878 seine Truppen nach Überschreitung der Donau anfangs mit Glück, zersplitterte aber seine Streitkräfte so, dass er nach Vertreibung der Russen aus Rumelien und nach den vergeblichen Angriffen auf Plewna im Juli und August in große Bedrängnis geriet. Es wurde ihm daher – wenn auch nicht dem Namen nach, doch tatsächlich – der Oberbefehl entzogen.
Die Siege seiner Unterfeldherren verschafften ihm den Triumph des Waffenstillstandes von Adrianopel und des Friedens von San Stefano. Hierauf wurde er zwar zum Generalfeldmarschall ernannt, sein Ansehen war aber schwer geschädigt, und da er außerdem durch einen Prozess gegen betrügerische Militärlieferanten bloßgestellt wurde und 1880 in einer Rechtfertigung seiner Kriegführung in der Pariser Nouvelle Revue russische Staatsmänner und Feldherren in indiskreter Weise angriff, wurde er nach dem Mord an Zar Alexander II. 1881 vom neuen Zaren Alexander III. seiner militärischen Ämter enthoben, ja 1882 seiner zerrütteten Vermögensverhältnisse halber unter Kuratel gestellt. Der für ihn 1853–1861 nach Plänen Stakenschneiders in Petersburg erbaute Nikolajewski-Palast wurde verpfändet.

## Ehe und Nachkommen
Am 6. Februar 1856 heiratete Großfürst Nikolai die Prinzessin Alexandra von Oldenburg, welche ihm zwei Söhne gebar:
- Nikolai (1856–1929)
- Peter (1864–1931).

Bei der Geburt des zweiten Sohnes war die Ehe bereits zerrüttet, und 1865 ging Nikolai eine Affäre mit der Tänzerin Jekaterina Tschislowa ein, aus der fünf Kinder hervorgehen sollten. Seine Frau weigerte sich jahrelang, in die Scheidung einzuwilligen. 1880 verließ sie Petersburg und zog sich in ein Kloster bei Kiew zurück. Sie überlebte sowohl Nikolais Mätresse († 1889) als auch ihn selbst. Er starb als gebrochener Mann 1891 auf der Krim an Krebs und wurde auf dem Peter-Pauls-Friedhof in St. Petersburg neben der Tschislowa bestattet.

## Abstammung
| Katharina II. (Kaiserin von Russland) | Katharina II. (Kaiserin von Russland) | Katharina II. (Kaiserin von Russland) | Katharina II. (Kaiserin von Russland) | Katharina II. (Kaiserin von Russland) | Katharina II. (Kaiserin von Russland) |                                     |                                     | Peter III. (Kaiser von Russland)    | Peter III. (Kaiser von Russland)    | Peter III. (Kaiser von Russland) | Peter III. (Kaiser von Russland) | Peter III. (Kaiser von Russland) | Peter III. (Kaiser von Russland) |                                  |                                  | Friedrich Eugen (Herzog von Württemberg) | Friedrich Eugen (Herzog von Württemberg) | Friedrich Eugen (Herzog von Württemberg) | Friedrich Eugen (Herzog von Württemberg) | Friedrich Eugen (Herzog von Württemberg) | Friedrich Eugen (Herzog von Württemberg) |                                |                                | Friederike Dorothea Sophia (Herzogin von Württemberg) | Friederike Dorothea Sophia (Herzogin von Württemberg) | Friederike Dorothea Sophia (Herzogin von Württemberg) | Friederike Dorothea Sophia (Herzogin von Württemberg) | Friederike Dorothea Sophia (Herzogin von Württemberg)     | Friederike Dorothea Sophia (Herzogin von Württemberg)     |                                                           |                                                           | Friedrich Wilhelm II. (König von Preußen)                 | Friedrich Wilhelm II. (König von Preußen)                 | Friedrich Wilhelm II. (König von Preußen)     | Friedrich Wilhelm II. (König von Preußen)     | Friedrich Wilhelm II. (König von Preußen)     | Friedrich Wilhelm II. (König von Preußen)     |                                     |                                     | Friederike Luise                           | Friederike Luise                           | Friederike Luise                           | Friederike Luise                           | Friederike Luise                           | Friederike Luise                           |                                  |                                  | Karl II. (Herzog zu Mecklenburg-Strelitz) | Karl II. (Herzog zu Mecklenburg-Strelitz) | Karl II. (Herzog zu Mecklenburg-Strelitz) | Karl II. (Herzog zu Mecklenburg-Strelitz) | Karl II. (Herzog zu Mecklenburg-Strelitz) | Karl II. (Herzog zu Mecklenburg-Strelitz) |                                  |                                  | Friederike Caroline              | Friederike Caroline              | Friederike Caroline | Friederike Caroline | Friederike Caroline | Friederike Caroline |
| Katharina II. (Kaiserin von Russland) | Katharina II. (Kaiserin von Russland) | Katharina II. (Kaiserin von Russland) | Katharina II. (Kaiserin von Russland) | Katharina II. (Kaiserin von Russland) | Katharina II. (Kaiserin von Russland) |                                     |                                     | Peter III. (Kaiser von Russland)    | Peter III. (Kaiser von Russland)    | Peter III. (Kaiser von Russland) | Peter III. (Kaiser von Russland) | Peter III. (Kaiser von Russland) | Peter III. (Kaiser von Russland) |                                  |                                  | Friedrich Eugen (Herzog von Württemberg) | Friedrich Eugen (Herzog von Württemberg) | Friedrich Eugen (Herzog von Württemberg) | Friedrich Eugen (Herzog von Württemberg) | Friedrich Eugen (Herzog von Württemberg) | Friedrich Eugen (Herzog von Württemberg) |                                |                                | Friederike Dorothea Sophia (Herzogin von Württemberg) | Friederike Dorothea Sophia (Herzogin von Württemberg) | Friederike Dorothea Sophia (Herzogin von Württemberg) | Friederike Dorothea Sophia (Herzogin von Württemberg) | Friederike Dorothea Sophia (Herzogin von Württemberg)     | Friederike Dorothea Sophia (Herzogin von Württemberg)     |                                                           |                                                           | Friedrich Wilhelm II. (König von Preußen)                 | Friedrich Wilhelm II. (König von Preußen)                 | Friedrich Wilhelm II. (König von Preußen)     | Friedrich Wilhelm II. (König von Preußen)     | Friedrich Wilhelm II. (König von Preußen)     | Friedrich Wilhelm II. (König von Preußen)     |                                     |                                     | Friederike Luise                           | Friederike Luise                           | Friederike Luise                           | Friederike Luise                           | Friederike Luise                           | Friederike Luise                           |                                  |                                  | Karl II. (Herzog zu Mecklenburg-Strelitz) | Karl II. (Herzog zu Mecklenburg-Strelitz) | Karl II. (Herzog zu Mecklenburg-Strelitz) | Karl II. (Herzog zu Mecklenburg-Strelitz) | Karl II. (Herzog zu Mecklenburg-Strelitz) | Karl II. (Herzog zu Mecklenburg-Strelitz) |                                  |                                  | Friederike Caroline              | Friederike Caroline              | Friederike Caroline | Friederike Caroline | Friederike Caroline | Friederike Caroline |
|                                       |                                       |                                       |                                       |                                       |                                       |                                     |                                     |                                     |                                     |                                  |                                  |                                  |                                  |                                  |                                  |                                          |                                          |                                          |                                          |                                          |                                          |                                |                                |                                                       |                                                       |                                                       |                                                       |                                                           |                                                           |                                                           |                                                           |                                                           |                                                           |                                               |                                               |                                               |                                               |                                     |                                     |                                            |                                            |                                            |                                            |                                            |                                            |                                  |                                  |                                           |                                           |                                           |                                           |                                           |                                           |                                  |                                  |                                  |                                  |                     |                     |                     |                     |
|                                       |                                       |                                       |                                       |                                       |                                       |                                     |                                     |                                     |                                     |                                  |                                  |                                  |                                  |                                  |                                  |                                          |                                          |                                          |                                          |                                          |                                          |                                |                                |                                                       |                                                       |                                                       |                                                       |                                                           |                                                           |                                                           |                                                           |                                                           |                                                           |                                               |                                               |                                               |                                               |                                     |                                     |                                            |                                            |                                            |                                            |                                            |                                            |                                  |                                  |                                           |                                           |                                           |                                           |                                           |                                           |                                  |                                  |                                  |                                  |                     |                     |                     |                     |
|                                       |                                       |                                       |                                       |                                       |                                       |                                     |                                     | Paul I. (Kaiser von Russland)       | Paul I. (Kaiser von Russland)       | Paul I. (Kaiser von Russland)    | Paul I. (Kaiser von Russland)    | Paul I. (Kaiser von Russland)    | Paul I. (Kaiser von Russland)    |                                  |                                  | Sophie Dorothee (Kaiserin von Russland)  | Sophie Dorothee (Kaiserin von Russland)  | Sophie Dorothee (Kaiserin von Russland)  | Sophie Dorothee (Kaiserin von Russland)  | Sophie Dorothee (Kaiserin von Russland)  | Sophie Dorothee (Kaiserin von Russland)  |                                |                                |                                                       |                                                       |                                                       |                                                       |                                                           |                                                           |                                                           |                                                           |                                                           |                                                           |                                               |                                               |                                               |                                               |                                     |                                     | Friedrich Wilhelm III. (König von Preußen) | Friedrich Wilhelm III. (König von Preußen) | Friedrich Wilhelm III. (König von Preußen) | Friedrich Wilhelm III. (König von Preußen) | Friedrich Wilhelm III. (König von Preußen) | Friedrich Wilhelm III. (König von Preußen) |                                  |                                  | Luise (Königin von Preußen)               | Luise (Königin von Preußen)               | Luise (Königin von Preußen)               | Luise (Königin von Preußen)               | Luise (Königin von Preußen)               | Luise (Königin von Preußen)               |                                  |                                  |                                  |                                  |                     |                     |                     |                     |
|                                       |                                       |                                       |                                       |                                       |                                       |                                     |                                     | Paul I. (Kaiser von Russland)       | Paul I. (Kaiser von Russland)       | Paul I. (Kaiser von Russland)    | Paul I. (Kaiser von Russland)    | Paul I. (Kaiser von Russland)    | Paul I. (Kaiser von Russland)    |                                  |                                  | Sophie Dorothee (Kaiserin von Russland)  | Sophie Dorothee (Kaiserin von Russland)  | Sophie Dorothee (Kaiserin von Russland)  | Sophie Dorothee (Kaiserin von Russland)  | Sophie Dorothee (Kaiserin von Russland)  | Sophie Dorothee (Kaiserin von Russland)  |                                |                                |                                                       |                                                       |                                                       |                                                       |                                                           |                                                           |                                                           |                                                           |                                                           |                                                           |                                               |                                               |                                               |                                               |                                     |                                     | Friedrich Wilhelm III. (König von Preußen) | Friedrich Wilhelm III. (König von Preußen) | Friedrich Wilhelm III. (König von Preußen) | Friedrich Wilhelm III. (König von Preußen) | Friedrich Wilhelm III. (König von Preußen) | Friedrich Wilhelm III. (König von Preußen) |                                  |                                  | Luise (Königin von Preußen)               | Luise (Königin von Preußen)               | Luise (Königin von Preußen)               | Luise (Königin von Preußen)               | Luise (Königin von Preußen)               | Luise (Königin von Preußen)               |                                  |                                  |                                  |                                  |                     |                     |                     |                     |
|                                       |                                       |                                       |                                       |                                       |                                       |                                     |                                     |                                     |                                     |                                  |                                  |                                  |                                  |                                  |                                  |                                          |                                          |                                          |                                          |                                          |                                          |                                |                                |                                                       |                                                       |                                                       |                                                       |                                                           |                                                           |                                                           |                                                           |                                                           |                                                           |                                               |                                               |                                               |                                               |                                     |                                     |                                            |                                            |                                            |                                            |                                            |                                            |                                  |                                  |                                           |                                           |                                           |                                           |                                           |                                           |                                  |                                  |                                  |                                  |                     |                     |                     |                     |
|                                       |                                       |                                       |                                       |                                       |                                       |                                     |                                     |                                     |                                     |                                  |                                  |                                  |                                  |                                  |                                  |                                          |                                          |                                          |                                          |                                          |                                          |                                |                                |                                                       |                                                       |                                                       |                                                       |                                                           |                                                           |                                                           |                                                           |                                                           |                                                           |                                               |                                               |                                               |                                               |                                     |                                     |                                            |                                            |                                            |                                            |                                            |                                            |                                  |                                  |                                           |                                           |                                           |                                           |                                           |                                           |                                  |                                  |                                  |                                  |                     |                     |                     |                     |
|                                       |                                       |                                       |                                       |                                       |                                       |                                     |                                     |                                     |                                     |                                  |                                  |                                  |                                  |                                  |                                  | Alexander I. (Kaiser von Russland)       | Alexander I. (Kaiser von Russland)       | Alexander I. (Kaiser von Russland)       | Alexander I. (Kaiser von Russland)       | Alexander I. (Kaiser von Russland)       | Alexander I. (Kaiser von Russland)       |                                |                                | Nikolaus I. (Kaiser von Russland)                     | Nikolaus I. (Kaiser von Russland)                     | Nikolaus I. (Kaiser von Russland)                     | Nikolaus I. (Kaiser von Russland)                     | Nikolaus I. (Kaiser von Russland)                         | Nikolaus I. (Kaiser von Russland)                         |                                                           |                                                           | Charlotte von Preußen (Kaiserin von Russland)             | Charlotte von Preußen (Kaiserin von Russland)             | Charlotte von Preußen (Kaiserin von Russland) | Charlotte von Preußen (Kaiserin von Russland) | Charlotte von Preußen (Kaiserin von Russland) | Charlotte von Preußen (Kaiserin von Russland) |                                     |                                     | Friedrich Wilhelm IV. (König von Preußen)  | Friedrich Wilhelm IV. (König von Preußen)  | Friedrich Wilhelm IV. (König von Preußen)  | Friedrich Wilhelm IV. (König von Preußen)  | Friedrich Wilhelm IV. (König von Preußen)  | Friedrich Wilhelm IV. (König von Preußen)  |                                  |                                  | Wilhelm I. (Deutscher Kaiser)             | Wilhelm I. (Deutscher Kaiser)             | Wilhelm I. (Deutscher Kaiser)             | Wilhelm I. (Deutscher Kaiser)             | Wilhelm I. (Deutscher Kaiser)             | Wilhelm I. (Deutscher Kaiser)             |                                  |                                  |                                  |                                  |                     |                     |                     |                     |
|                                       |                                       |                                       |                                       |                                       |                                       |                                     |                                     |                                     |                                     |                                  |                                  |                                  |                                  |                                  |                                  | Alexander I. (Kaiser von Russland)       | Alexander I. (Kaiser von Russland)       | Alexander I. (Kaiser von Russland)       | Alexander I. (Kaiser von Russland)       | Alexander I. (Kaiser von Russland)       | Alexander I. (Kaiser von Russland)       |                                |                                | Nikolaus I. (Kaiser von Russland)                     | Nikolaus I. (Kaiser von Russland)                     | Nikolaus I. (Kaiser von Russland)                     | Nikolaus I. (Kaiser von Russland)                     | Nikolaus I. (Kaiser von Russland)                         | Nikolaus I. (Kaiser von Russland)                         |                                                           |                                                           | Charlotte von Preußen (Kaiserin von Russland)             | Charlotte von Preußen (Kaiserin von Russland)             | Charlotte von Preußen (Kaiserin von Russland) | Charlotte von Preußen (Kaiserin von Russland) | Charlotte von Preußen (Kaiserin von Russland) | Charlotte von Preußen (Kaiserin von Russland) |                                     |                                     | Friedrich Wilhelm IV. (König von Preußen)  | Friedrich Wilhelm IV. (König von Preußen)  | Friedrich Wilhelm IV. (König von Preußen)  | Friedrich Wilhelm IV. (König von Preußen)  | Friedrich Wilhelm IV. (König von Preußen)  | Friedrich Wilhelm IV. (König von Preußen)  |                                  |                                  | Wilhelm I. (Deutscher Kaiser)             | Wilhelm I. (Deutscher Kaiser)             | Wilhelm I. (Deutscher Kaiser)             | Wilhelm I. (Deutscher Kaiser)             | Wilhelm I. (Deutscher Kaiser)             | Wilhelm I. (Deutscher Kaiser)             |                                  |                                  |                                  |                                  |                     |                     |                     |                     |
|                                       |                                       |                                       |                                       |                                       |                                       |                                     |                                     |                                     |                                     |                                  |                                  |                                  |                                  |                                  |                                  |                                          |                                          |                                          |                                          |                                          |                                          |                                |                                |                                                       |                                                       |                                                       |                                                       |                                                           |                                                           |                                                           |                                                           |                                                           |                                                           |                                               |                                               |                                               |                                               |                                     |                                     |                                            |                                            |                                            |                                            |                                            |                                            |                                  |                                  |                                           |                                           |                                           |                                           |                                           |                                           |                                  |                                  |                                  |                                  |                     |                     |                     |                     |
|                                       |                                       |                                       |                                       |                                       |                                       |                                     |                                     |                                     |                                     |                                  |                                  |                                  |                                  |                                  |                                  |                                          |                                          |                                          |                                          |                                          |                                          |                                |                                |                                                       |                                                       |                                                       |                                                       |                                                           |                                                           |                                                           |                                                           |                                                           |                                                           |                                               |                                               |                                               |                                               |                                     |                                     |                                            |                                            |                                            |                                            |                                            |                                            |                                  |                                  |                                           |                                           |                                           |                                           |                                           |                                           |                                  |                                  |                                  |                                  |                     |                     |                     |                     |
|                                       |                                       |                                       |                                       | Alexander II. (Kaiser von Russland)   | Alexander II. (Kaiser von Russland)   | Alexander II. (Kaiser von Russland) | Alexander II. (Kaiser von Russland) | Alexander II. (Kaiser von Russland) | Alexander II. (Kaiser von Russland) |                                  |                                  | Marija (Herzog von Leuchtenberg) | Marija (Herzog von Leuchtenberg) | Marija (Herzog von Leuchtenberg) | Marija (Herzog von Leuchtenberg) | Marija (Herzog von Leuchtenberg)         | Marija (Herzog von Leuchtenberg)         |                                          |                                          | Olga (Königin von Württemberg)           | Olga (Königin von Württemberg)           | Olga (Königin von Württemberg) | Olga (Königin von Württemberg) | Olga (Königin von Württemberg)                        | Olga (Königin von Württemberg)                        |                                                       |                                                       | Alexandra (Erbprinzessin von Hessen-Kassel zu Rumpenheim) | Alexandra (Erbprinzessin von Hessen-Kassel zu Rumpenheim) | Alexandra (Erbprinzessin von Hessen-Kassel zu Rumpenheim) | Alexandra (Erbprinzessin von Hessen-Kassel zu Rumpenheim) | Alexandra (Erbprinzessin von Hessen-Kassel zu Rumpenheim) | Alexandra (Erbprinzessin von Hessen-Kassel zu Rumpenheim) |                                               |                                               | Konstantin (Großfürst von Russland)           | Konstantin (Großfürst von Russland)           | Konstantin (Großfürst von Russland) | Konstantin (Großfürst von Russland) | Konstantin (Großfürst von Russland)        | Konstantin (Großfürst von Russland)        |                                            |                                            | Nikolai (Großfürst von Russland)           | Nikolai (Großfürst von Russland)           | Nikolai (Großfürst von Russland) | Nikolai (Großfürst von Russland) | Nikolai (Großfürst von Russland)          | Nikolai (Großfürst von Russland)          |                                           |                                           | Michael (Großfürst von Russland)          | Michael (Großfürst von Russland)          | Michael (Großfürst von Russland) | Michael (Großfürst von Russland) | Michael (Großfürst von Russland) | Michael (Großfürst von Russland) |                     |                     |                     |                     |